# TDL-4
TDL   — троянская программа.
Программа предназначена для удаленного контроля над компьютером с операционной системой Windows. Троян, используя службу печати для повышения привилегий и обхода проактивных средств детектирования, модифицирует master boot record (MBR). Создатели трояна придумали свою собственную систему кодировки для защиты способов связи между теми, кто управляет ботнетом и зараженными компьютерами.
На август 2011 года появилась четвертая версия трояна, TDL4 aka TDSS . На данный момент, из-за выставления исходников TDL4 на продажу, появилось еще два, не менее опасных руткита: SST и Zeroaccess aka Max++
Сам по себе TDL только присоединяет пораженный компьютер к ботнету TDL. Но при этом предоставляет платформу для установки других вредоносных программ.